# Alexandromys middendorffii
Alexandromys middendorffii  (Poljakov, 1881) è un roditore della famiglia dei Cricetidi diffuso in Russia.

## Descrizione

### Dimensioni
Roditore di piccole dimensioni, con la lunghezza della testa e del corpo tra 99 e 150 mm, la lunghezza della coda tra 21 e 42 mm, la lunghezza del piede tra 15 e 22 mm, la lunghezza delle orecchie tra 10 e 15 mm e un peso fino a 70 g.

### Aspetto
La pelliccia è  densa. Le parti dorsali variano dal bruno-rossastro chiaro al marrone scuro, mentre le parti ventrali variano dal grigio chiaro al grigio scuro. La coda è corta e bicolore. La pianta dei piedi è fornita di 5 cuscinetti carnosi. Il cariotipo è 2n=50 FN=58-60.

## Biologia

### Comportamento
É una specie spesso diurna in estate ed attiva tutto il giorno.
Vive in colonie familiari. Il territorio di un gruppo familiare contiene tane invernali, diverse tane estive, nidi fuori dal terreno, magazzini separate e ricoveri. Tutti i nidi, le tane dei rifugi e i siti di foraggiamento all'interno della colonia sono collegati da percorsi. Le tane invernali sono complesse e hanno camere di nidificazione sotterranee e nidi fuori dal terreno e diversi magazzini collegati da tunnel, queste tane hanno 10-20 ingressi. Tunnel e nidi sotterranei si trovano sotto la superficie del terreno nello strato superficiale del suolo. Le tane estive sono semplici, composte da camera nido e 3-4 ingressi. Le camere dei nidi hanno un diametro di 8–10 cm e una profondità fino a 18 cm. Essi comunicano acusticamente. Le femmine emettono strilli silenziosi e acuti, i maschi emettono vocalizzi a contatto con una femmina.

### Alimentazione
In estate e in autunno, si nutre di parti verdi di carici ed erbe. Conserva il cibo per l'inverno in nascondigli all'interno di una tana, Le scorte invernali possono essere di diversi chilogrammi per gruppo familiare.

### Riproduzione
La riproduzione in natura è stato registrato in maggio-agosto. Le cucciolate hanno 1-11 piccoli (in media 4-6-9) e gli intervalli tra le gravidanze sono di 19-51 giorni (in media 32-9-34-4). Le femmine svernanti possono produrre 3-5 cucciolate l'anno. La gestazione dura 19-20 giorni. Le femmine di prima e seconda generazione possono produrre 1-2 cucciolate durante il primo anno, quelli nati a fine estate (terza e quarta generazione) raggiungono la maturità riproduttiva nella primavera successiva.

## Distribuzione e habitat
Questa specie è diffusa in maniera frammentata in Siberia.
Vive in ambienti ripariali della tundra costiera e montana, della tundra forestale e delle zone forestali boreali di conifere. Nella tundra, preferisce i margini di paludi, laghi e fiumi. Nella tundra e nella taiga, occupa paludi e bordi di terrazze asciutte nelle valli fluviali.

## Tassonomia
Sono state riconosciute 3 sottospecie:
- A.m.middendorffi: Siberia occidentale e centrale;
- A.m.hyperboreus (Vinogradov, 1933): Siberia orientale e Russia orientale;
- A.m.ryphaeus (Heptner, 1948): coste dei mari di Barents e di Kara dalla Penisola di Kanin fino alla Penisola Jamal e gli Urali settentrionali;

## Conservazione
La IUCN Red List, considerato che si tratta di una specie comune e senza minacce rilevanti, classifica A.middendorffii come specie a rischio minimo (Least Concern).